# Svizzera all'Eurovision Song Contest 1966
La Selezione Svizzera per l'Eurofestival 1966 si svolse il 5 febbraio 1966.

## Canzoni in ordine di presentazione
| Posizione | Canzone                    | Artista          |
| 1.        | Ne vois-tu pas             | Madeleine Pascal |
|           | Je revendrai, Sylvie       |                  |
|           | Uno ha bisogno dell'altro  | Anna Identici    |
|           | Impara a tacere            |                  |
|           | Die strasse voller lichter |                  |
|           | Glücklich sein             |                  |